# Paris-Noël

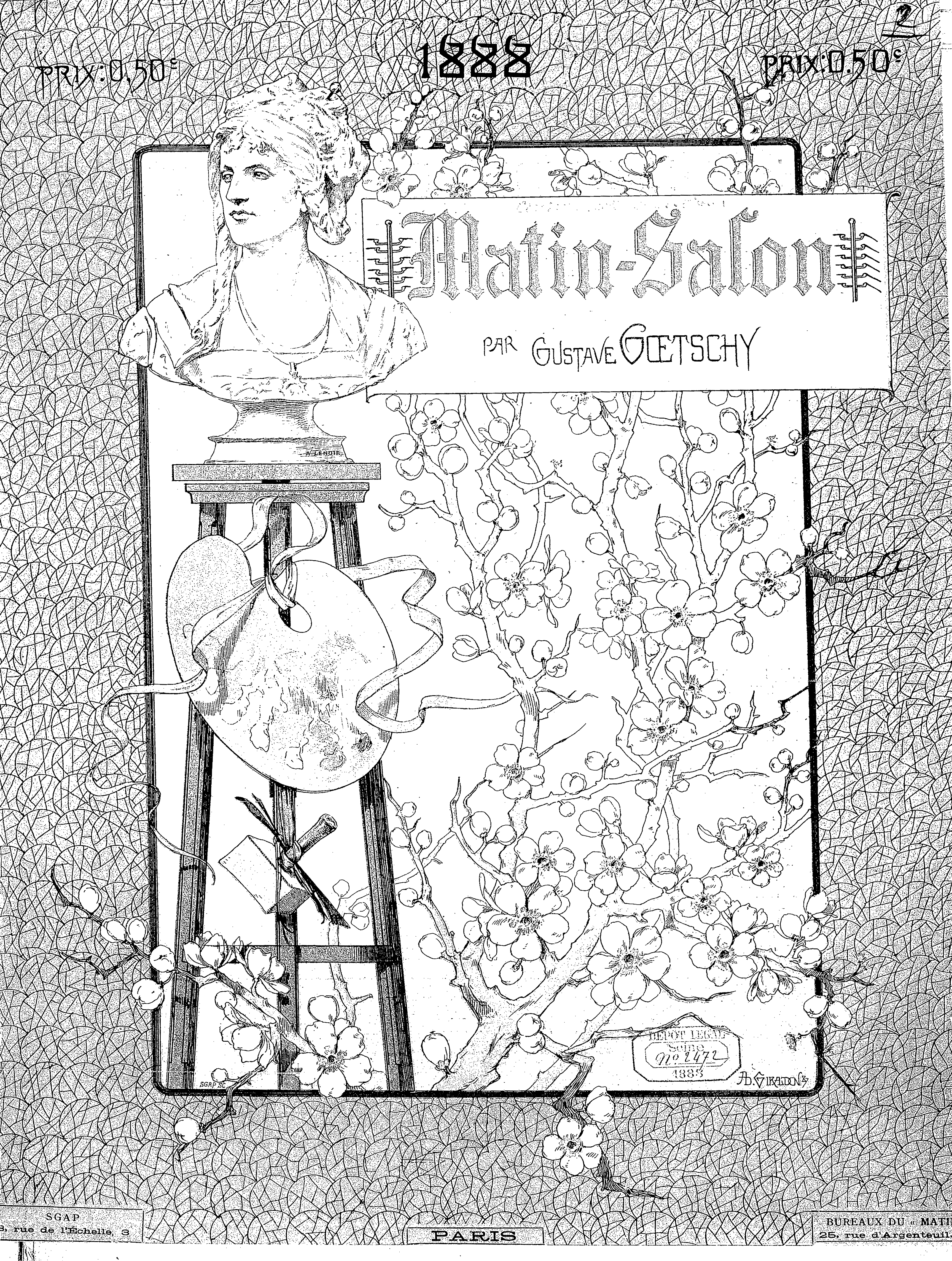
Couverture de Matin-Salon 1888 par G. Goetschy

Paris-Noël est une revue littéraire et artistique française de type almanach publiée à Paris au mois de décembre chaque année entre 1885 et 1913.

## Description de la revue
La revue Paris-Noël est fondée en 1885 par Gustave Goetschy (1846-1902), un critique d'art réputé,. Elle est imprimée en grand format 47 cm x 37 cm, sur un papier de qualité et fait une trentaine de pages, vendue 3,50 francs, ce qui en fait un produit relativement cher (un journal se vend 5 à 10 centimes). Les encadrements des textes littéraires et des poèmes sont de remarquables créations graphiques dans le style art nouveau. Elle joue un rôle non négligeable dans la réconciliation entre écrivains et peintres, en cette fin de siècle où les poètes souffrent d'un manque de reconnaissance officielle et se voient refuser la place qu'ils pensent mériter dans l'échelle sociale des carrières.
Paris-Noël présente des poèmes, des nouvelles, des chansons, etc., d'auteurs en vogue à l'époque, tels que :  
- Paul Arène,
- Théodore de Banville,
- Léonce Bénédite,
- Adrien Bertrand,
- Paul Bourget,
- Henry Céard,
- Jules Claretie,
- François Coppée,
- Benjamin-Constant,
- Léopold Dauphin,
- L. Ducamer,
- André Dumas (poète)
- Franc-Nohain,
- Charles Frémine,
- Judith Gautier,
- Gustave Goetschy,
- Edmond Gondinet,
- Paul Hervieu,
- Henri Lavedan,
- André Lemoyne,
- Jean Lorrain,
- Auguste Lumière,
- Guy de Maupassant,
- Catulle Mendes,
- Frédéric Mistral,
- Paul Morand,
- Édouard Ogier d'Ivry,
- Émile Pouvillon,
- Marcel Prévost,
- Jean Richepin,
- Edmond Rostand,
- Victorien Sardou,
- Séverine,
- Armand Silvestre,
- André Theuriet

Les articles sont richement illustrés par des gravures et photographies, et chaque publication contient un supplément artistique en pleine page, illustrant une œuvre récente de peintres contemporains, la plupart du temps académiques : 
- Louise Abbéma,
- Émile Adan,
- Joseph Bail,
- Louis-Ernest Barrias,
- Albert Besnard,
- Adolphe-Gustave Binet,
- Victor Binet,
- Louis-Maurice Boutet de Monvel,
- Jules Breton,
- Henri Brispot,
- André Brouillet,
- Alexandre Jean-Baptiste Brun,
- André Cahard,
- Eugène Chaperon,
- Charles Chaplin,
- Raphaël Collin,
- Eugène Courboin,
- Virginie Demont-Breton,
- Charles Édouard Delort,
- Carolus Duran,
- Alexandre Falguière,
- Marie-Madeleine Franc-Nohain,
- Maurice Garand,
- Victor Gilbert,
- Adolphe Giraldon,
- Auguste François-Marie Gorguet,
- Jules-Adolphe Goupil,
- Lucien-Victor Guirand de Scevola,
- Louis-Eugène Lambert,
- Charles Léandre,
- Julien Le Blant,
- Jules Joseph Lefebvre,
- Léon Lhermitte,
- Madeleine Lemaire,
- Marie-Félix Hippolyte-Lucas
- Louis Malteste,
- Antonin Mercié,
- Arthur C. Michael[6]
- Alphonse Monchablon,
- Gustave Moreau,
- Alfons Mucha,
- Aimé Perret,
- Marius Perret,
- Auguste-Émile Pinchart
- Pierre Puvis de Chavannes,
- Albert Puyplat
- Jean-François Raffaëlli
- Odilon Redon,
- Georges Redon,
- Jean Richepin,
- Albert Robida,
- Georges-Antoine Rochegrosse,
- Juana Romani,
- Ferdinand Roybet[7],
- Alfred Smith,
- Georges Stein,
- Alfred Stevens,
- Henry Tenré
- Édouard Toudouze,
- Jan Verhas,
- Jules Worms

Gustave Goetschy reste directeur de la publication jusqu'à sa mort en août 1902. Le titre est racheté en novembre suivant par Alfred Edwards, fondateur du Matin, et son beau-frère le docteur Jean-Baptiste Charcot qui nomment Émile Martel comme directeur de la publication et Lionel Nastorg comme rédacteur en chef.
La dernière parution de Paris-Noël date de décembre 1913. La première guerre mondiale met un terme définitif à sa publication.

## Conservation
Quelques bibliothèques conservent cette publication :
- La bibliothèque municipale de Bordeaux conserve des exemplaires de Paris-Noël (côte P 2091 Rés.) pour les années : 1885, 1886,1888, 1890, 1891, 1892, 1893, 1894, 1895, 1896, 1897, 1898, 1899, 1900 et 1901.
- La bibliothèque Sainte-Geneviève, Paris, conserve des exemplaires de Paris-Noël (côte FOL AE SUP 159 RES) pour les années : 1885,1886,1894.
- « Paris-Noël », sur Catalogue de la BNF pour les années 1885, 1894, 1897, 1902, 1908.

### Pages connexes
- Tourny-Noël

### Consultation en ligne
Il n'existe pas de site où l'on puisse consulter la revue Paris-Noël en ligne. Ci-dessous une série de liens, nécessairement incomplets, vers un certain nombre de pages de la revue qui se trouvent sur Wikimédia Commons.
| - 1885 - voir les pages - 1886 - voir les pages - 1887 - voir les pages - 1888 - voir les pages |

| - 1890 - voir les pages - 1891 - voir les pages - 1892 - voir les pages - 1893 - voir les pages - 1894 - voir les pages |

| - 1895 - voir les pages - 1896 - voir les pages - 1897 - voir les pages - 1898 - voir les pages - 1899 - voir les pages |

| - 1900 - voir les pages - 1901 - voir les pages - 1904 - voir les pages |